# Megaclite (Mond)
Megaclite (auch Jupiter XIX) ist einer der kleineren äußeren Monde des Planeten Jupiter.

## Entdeckung
Megaclite wurde am 25. November 2000 von Astronomen der Universität Hawaii entdeckt. Sie erhielt zunächst die vorläufige Bezeichnung S/2000 J 8.
Benannt wurde der Mond nach Megaclite, einer Geliebten des Zeus aus der griechischen Mythologie. 

## Bahndaten
Megaclite umkreist Jupiter in einem mittleren Abstand von 23.806.000 km in 752 Tagen und 19 Stunden. Die Bahn weist eine Exzentrizität von 0,421 auf. Mit einer Neigung von 152,8° ist die Bahn retrograd, das heißt, der Mond bewegt sich entgegen der Rotationsrichtung des Jupiter um den Planeten. 
Aufgrund ihrer Bahneigenschaften wird Megaclite der Pasiphae-Gruppe, benannt nach dem Jupitermond Pasiphae, zugeordnet.

## Physikalische Daten
Megaclite besitzt einen Durchmesser von etwa 5 km. Ihre Dichte wird auf 2,6 g/cm³ geschätzt. Sie ist vermutlich überwiegend aus silikatischem Gestein aufgebaut.
Megaclite weist eine sehr dunkle Oberfläche mit einer Albedo von 0,04 auf, d. h., nur 4 % des eingestrahlten Sonnenlichts werden reflektiert. Ihre scheinbare Helligkeit beträgt 21,7m.